# Ladies and Gentlewomen
Ladies and Gentlewomen es un documental indio en idioma tamil de 2017, dirigido por Malini Jeevarathnam y producido por Pa. Ranjith. Trata sobre el amor, la vida y el suicidio entre lesbianas. La música que fue compuesta por Justin Prabhakaran y las letras fueron escritas por Kutti Revathi y Damayanthi, se convirtió en un "himno lésbico".

## Sinopsis
Ladies and Gentlewomen es un intento de romper el silencio en el área de la comprensión de la dinámica del lesbianismo. Probablemente el primer movimiento en el escenario tamil, este documental tiene como objetivo dialogar sobre el silencio notorio en torno a la política del cuerpo y las relaciones que se escriben incorrectamente como estigma social. Desafiar el silencio surgió de la lucha constante contra las identidades socialmente aceptadas. Sin respuesta a los casos de suicidio y el rechazo social hacia el lesbianismo llevó al documental a proyectar severamente la cuestión a la sociedad. El documental narra la historia de Tija y Bija, una pareja de lesbianas que se cree son de Rajastán, y también trata de un cuento popular tamil que presenta a los amantes Pappathi y Karupaayi. También presenta diferentes perspectivas sobre las mujeres lesbianas desde activistas LGBT, periodistas, abogadas y gente común. El principal objetivo es aumentar la visibilidad de las mujeres queer y salvar a las mujeres lesbianas del suicidio o de ser víctimas de crímenes de honor.

## Producción
La directora investigó para la película un año y medio, y tardó tres años en completarse en total. Su intención principal es llamar la atención sobre las muertes de personas LGBT y su sufrimiento. Como parte de la investigación, Malini conoció a alrededor de 85 mujeres de la comunidad queer. Muchas de las personas no estaban preparadas para hablar de su sexualidad frente a la cámara. La película se estrenó en el Festival de Cine Arcoíris de Chennai el 8 de enero de 2017.

## Premios y nominaciones
En 2017 este documental recibió el premio al mejor documental en el Festival de Cine Tamil de Noruega y en el Festival de Cine Arcoíris de Chennai. Fue nominado a mejor documental en el Festival Internacional de Cine Queer de Pune Out & Loud. Se ha proyectado en 11 festivales internacionales de cine diferentes. En India, la película se proyectó en el Festival Internacional de Cine Queer de Chennai, el Festival de Cine Queer de Bangalore y el capítulo de Hyderabad del Queer Campus Bangalore, y recibió excelentes críticas en muchas otras ciudades.